# Welcome Oblivion
Welcome Oblivion è il primo album in studio del gruppo musicale post-industrial statunitense How to Destroy Angels, pubblicato nel 2013.

## Tracce
Edizioni CD e digitale
1. The Wake-Up – 1:43
2. Keep It Together – 4:27
3. And the Sky Began to Scream – 3:57
4. Welcome Oblivion – 3:46
5. Ice Age – 6:53
6. On the Wing – 4:52
7. Too Late, All Gone – 6:15
8. How Long? – 3:54
9. Strings and Attractors – 4:28
10. We Fade Away – 6:41
11. Recursive Self-Improvement – 6:28
12. The Loop Closes – 4:50
13. Hallowed Ground – 7:18

Tracce bonus iTunes
1. The Space In Between – 3:35
2. Parasite – 5:05
3. Fur-Lined – 4:00
4. BBB – 3:31
5. The Believers – 5:36
6. A Drowning – 7:02

Edizione vinile
1. The Wake-Up – 1:43
2. Keep It Together – 4:27
3. And the Sky Began to Scream – 3:57
4. Ice Age – 6:53
5. Welcome Oblivion – 3:46
6. On the Wing – 4:52
7. Too Late, All Gone – 6:15
8. The Province of Fear – 4:13
9. How Long? – 3:54
10. Strings and Attractors – 4:28
11. Recursive Self-Improvement – 6:28
12. Unintended Consequences – 5:18
13. We Fade Away – 6:41
14. The Loop Closes – 4:50
15. Hallowed Ground – 7:18

## Formazione
How to Destroy Angels
- Mariqueen Maandig - voce, tastiere
- Trent Reznor - chitarra, synth, tastiere, voce
- Atticus Ross - chitarra, basso, synth, tastiere

Altri musicisti
- Alessandro Cortini - in We Fade Away

## Classifiche
| Classifica (2014) | Posizione raggiunta |
| ----------------- | ------------------- |
| Stati Uniti       | 30                  |